# Ceriana robusta
Ceriana robusta är en tvåvingeart som först beskrevs av Sack 1941.  Ceriana robusta ingår i släktet griffelblomflugor, och familjen blomflugor.
Artens utbredningsområde är Peru. Inga underarter finns listade i Catalogue of Life.